# Sant Marçal d'Estac
Sant Marçal d'Estac és l'església parroquial del poble d'Estac, en el terme municipal de Soriguera, a la comarca del Pallars Sobirà. Pertanyia a l'antic terme d'Estac. Està situada en el mateix nucli de població d‘ Estac, a l'extrem occidental del poble.

## Descripció
Església de planta rectangular amb capelles laterals i capçalera rectangular disposada a ponent mentre que a llevant, als peus de la nau s'obre la porta d'arc de mig punt i per damunt d'aquesta una finestra. En aquesta mateixa façana, s'obre al costat de la porta una altra petita finestra. La coberta és de llicorella a dues vessants. En l'angle sud-oest, s'aixeca una esvelta torre-campanar de planta, inicialment, quadrada que es transforma, en el pis superior, en octogonal. Remata la torre un agut xapitell de llicorella.